# Isabelle Manamorou
Isabelle Silikam, née Manamorou, est une députée de la Xe législature de la République du Cameroun. Elle est une figure politique influente au Cameroun. Elle est députée du Rassemblement Démocratique du Peuple Camerounais (RDPC) pour la région du Mayo-Danay. Elle est honorée à titre posthume de la Grand-Croix du Mérite Camerounais en reconnaissance de ses services rendus à la nation. Elle est morte le 23 juin 2023 et est inhumée le 29 juillet 2023 à Yagoua. 

## Carrière
Isabelle Manamourou a été députée du Rassemblement Démocratique du Peuple Camerounais (RDPC) pour la région du Mayo-Danay. Elle a également été membre du Pan-African Parliament. Elle a été accréditée observatrice de plusieurs élections internationales, notamment au Tchad en 2006, en République Démocratique du Congo la même année, au Zimbabwe en 2008, en Guinée-Bissau en 2009 et en Côte d'Ivoire en 2010.

## Mort
Isabelle Manamorou est morte à l’hôpital régional annexe de Yagoua le 23 juin 2023 aux environs de 20h. On la savait déjà malade car ses apparitions étaient devenu rares.

## Reconnaissance posthume
À titre posthume, elle a été honorée de la Grand-Croix du Mérite Camerounais en reconnaissance de ses services rendus à la nation. Ses obsèques ont eu lieu le 29 juillet 2023 à Yagoua, en présence de plusieurs membres du gouvernement et de l'élite locale.